# جوزيف أ. بال (مصور سينمائي)
جوزيف أ. بال (بالإنجليزية: Joseph A. Ball)‏ هو مصور سينمائي أمريكي، ولد في 16 أغسطس 1894 في كامبريدج في الولايات المتحدة، وتوفي في 27 أغسطس 1951 في لوس أنجلوس في الولايات المتحدة.

## وصلات خارجية
- جوزيف أ. بال على موقع IMDb (الإنجليزية)
- جوزيف أ. بال على موقع قاعدة بيانات الفيلم (الإنجليزية)
- جوزيف أ. بال على موقع كينوبويسك (الروسية)